# Georg Neithardt
Georg Neithardt (ur. 31 stycznia 1871 w Norymberdze, zm. 1 listopada 1941 w Rottach-Egern) – bawarski sędzia, przewodniczył w procesie puczystów w 1924, w którym skazał Adolfa Hitlera na pięć lat pozbawienia wolności w więzieniu Landsberg za zdradę stanu.